# Aquele Querido Mês de Agosto
 Aquele Querido Mês de Agosto (portugiesisch für: „Jener geliebte Monat August“) ist ein halbdokumentarischer portugiesischer Spielfilm des Regisseurs Miguel Gomes aus dem Jahr 2008.
Die Dokufiktion, mit Zügen einer Mockumentary, zeigt anhand eines fiktiven Filmprojektes im historischen Schieferdorf Benfeita (Kreis Arganil) Einheimische und portugiesische Arbeitsmigranten im sommerlichen Heimaturlaub und machte den Regisseur erstmals auch international bekannt.

## Handlung
In einem kleinen Ort im Landesinneren Portugals will ein Filmteam aus der Hauptstadt die traditionellen regionalen Festaktivitäten filmen, wobei sie von finanziellen und organisatorischen Problemen der Produktion geplagt werden. Unterdessen nehmen die alljährlichen Sommerfeste ihren Lauf. Auslandsportugiesen auf Sommerurlaub füllen den Ort zusätzlich, und zwischen religiösen Prozessionen am Tag und Feuerwerk und Tanzveranstaltungen am Abend entspinnt sich eine Beziehung zwischen der jungen Sängerin Sónia und ihrem Cousin, von Sónias Vater misstrauisch beobachtet. Sie spielen alle zusammen in der örtlichen Tanzkapelle während der fröhlichen Tage.
Die jungen Leute versuchen dazwischen die Sommerferien am nahen Flussschwimmbad zu genießen, Menschen gehen ihrem Alltag nach, und zwischendurch müssen Waldbrände bekämpft werden.

## Rezeption
Der Film feierte am 21. Mai 2008 bei den Internationalen Filmfestspielen von Cannes 2008 Premiere. Er lief danach auf einer Vielzahl internationaler Filmfestivals, darunter das Pusan International Film Festival, das San Francisco International Film Festival, das Filmfestival von Rio de Janeiro, das Los Angeles Film Festival oder das Seattle International Film Festival. Er wurde dabei vielfach ausgezeichnet, u. a. beim Internationalen Festival des Independent-Films in Buenos Aires, dem Filmfestival von Guadalajara in Mexiko, der Mostra Internacional de Cinema de São Paulo, dem Filmfestival von Las Palmas de Gran Canaria, dem Valdivia Filmfestival in Chile, und in Portugal bei den Caminhos do Cinema Português. Bei der Viennale 2008 gewann er den FIPRESCI-Preis, und in Portugal erhielt er den Globo de Ouro 2009 als bester Film.
Der Film wurde überraschend mit über 20.000 Zuschauern auch ein kleiner Publikumserfolg in Portugal. Die ausgelassene Sommerstimmung und die für das städtische Kinopublikum ungewohnt zurückgeblieben anmutenden Bräuche bei den Festlichkeiten, die für die lokale ländliche Bevölkerung ebenso wie für die zum Sommerurlaub zurückgekehrten Auswanderer einen alljährlichen Höhepunkt in ihrem Leben darstellen, lockten viele Zuschauer in das Kino und weckten die Neugier des Publikums.

„Der mit dokumentarischen Elementen arbeitende Spielfilm liefert natürliche, bisweilen poetische Momentaufnahmen des Lebens am Rand der europäischen Wohlstandsgesellschaft und wird zum Dokument einer im Verschwinden begriffenen ländlichen Kultur und Mentalität.“

Aquele Querido Mês de Agosto erschien in Portugal schon 2009 als DVD, bei O Som E A Fúria, und erschien danach auch in anderen Ländern, insbesondere im englischsprachigen Raum. Am 22. Dezember 2018 lief er erstmals im portugiesischen Fernsehen, bei RTP2, wo er im August 2019 wiederholt wurde.
Der Film war der portugiesische Kandidat für den besten fremdsprachigen Film zur Oscarverleihung 2009, gelangte bei der folgenden 81. Oscarverleihung jedoch nicht zur Nominierung.